# Vjosjenskaja
Vjosjenskaja är en ort i nordvästra Rostov oblast, nära gränsen till Voronezj. Staden har 9 261 invånare enligt siffror från 2010. Vjosjenskaja blev världskänd tack vare författaren  och nobelpristagaren Michail Sjolochov som föddes i staden och bland annat har skrivit romanen Stilla flyter Don.
Vjosjenskaja har också en flygplats.